# 美国战略司令部

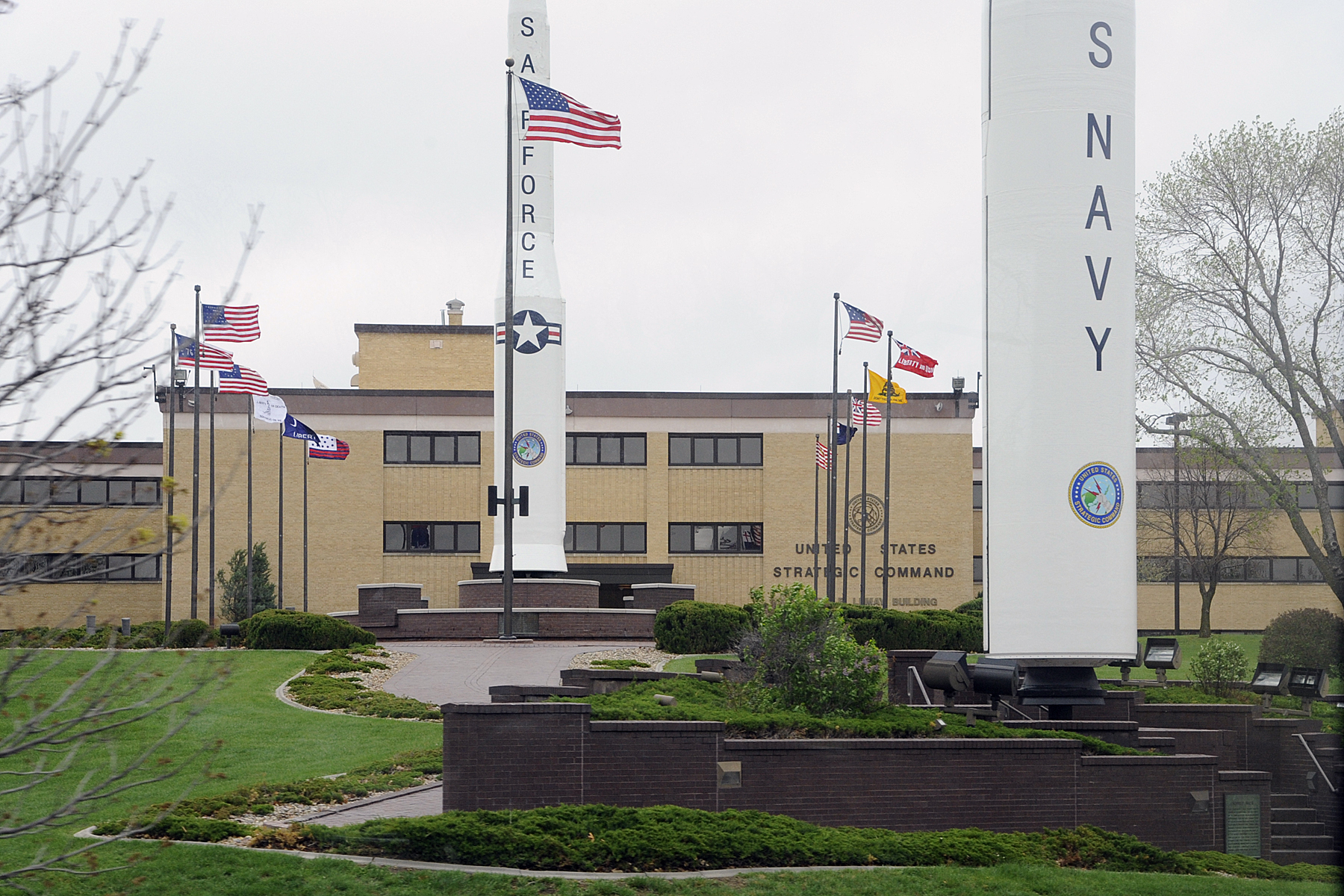
战略司令部总部

美国战略司令部（USSTRATCOM）是美军一体化司令部（聯合作戰司令部）之一，负责太空作战、信息作战、导弹防御、情报侦察监视、全球打击、战略威慑、大规模杀伤性武器等领域。战略司令部组建于1992年，继承原战略空军司令部，并在2002年合并了美國太空司令部，总部位于内布拉斯加州奥弗特空军基地。
安东尼·J·哥顿空军上将是指挥官，兼任指挥部的四个军区统一军事部队高级指挥官。 USSTRATCOM指挥官是国家战略能力的领导者，管家和倡导者。 USSTRATCOM整合和协调必要的指挥和控制能力，为总统，国防部长，其他国家领导和战斗指挥官提供最准确和及时的信息。
USSTRATCOM将美国传统核指挥和控制任务与太空任务，全球打击，全球导弹防御，全球指挥，控制，通信，计算机，情报，监视和侦察（C4ISR）相结合。这一动态命令使国家领导层能够获得更多的了解世界各地特定威胁的统一资源和快速应对这些威胁的手段。
全球运营中心（GOC）是USSTRATCOM的中枢。 GOC负责美军指挥官的全球态势意识，是对国家全球战略力量实施指挥和控制的机构。

## 历史
美国战略司令部（USSTRATCOM）负责战略威慑，全球打击，并管理国防部全球信息网。它还提供了许多能力来支持其他战斗人员的指挥，包括战略警告，综合导弹防御，全球指挥，控制，通信，计算机，情报，监视和侦察（C4ISR）。
成立于2002年10月1日，USSTRATCOM对国防作出了许多贡献。例如，它向阿富汗和伊拉克的联军提供了情报，规划和网络支持。它监测轨道卫星和太空碎片，允许像国际太空站这样的高价值航天器进行操纵避免碰撞。它已经派出系统，以提供有限的保护，防止弹道导弹袭击。 2008年2月，它摧毁了即将重新进入地球大气层的卫星。 2011年，它以多种方式支持美国非洲指挥部对利比亚的行动，包括长期的常规打击和ISR。今天的USSTRATCOM是从最广泛的意义上从核指挥演变成战略指挥的产物 - 从准备在一般战争中使用热核武器的组织（它的存在即是为了防止）到为每天不断产生的影响全球的国家战略目的提供支持的指挥部。其历史可以追溯到各种各样的为第二次世界大战作出重要贡献的组织。
与USSTRATCOM及其前身最直接相关的任务是战略威慑和全球打击。这些是1946年至1992年的战略空军司令部（SAC）和1992年至2002年的第一个USSTRATCOM的任务。SAC成立于1946年3月，是美国陆军所属原陸軍航空兵團的三大主要司令部之一，并于1947年9月成为美国空军的主要指挥部。作为特殊的指挥司令部，还负责在美國國防部参谋聯合會議主席的指挥下进行远程打击行动。 SAC的第二任司令柯蒂斯·李梅将军将其建成了一支战备力量，这支力量在二十世纪五十年代末六十年代初曾有三千二百架飞机，二十八万人。在二十世纪六十年代，飞机数量下降，取而代之的是1,054枚洲际弹道导弹。为了防止袭击，指挥部保有相当数量的导弹以及相当多的轰炸机和油罐车，并在几分钟内就能准备发射。为了确保指挥和控制，1961年2月，EC-135“望远镜”机载指挥所开始了全天候的飞行运行，持续到1990年7月。（海军E-6Bs在1998年取代了EC-135，并随机的参与执行了天空和地面警戒。）
美国海军在五十年代后期开始部署“北极星”弹道导弹潜艇后，海军和空军领导人同意建立一个联合战略目标规划部门（JSTPS），计划在战时如何使用美国的所有核力量。 JSTPS于1961年制定了第一个单一综合作战计划。
虽然以与核威慑的联系最为人所知，但SAC也进行了常规的轰炸行动，包括在1950-1953年的朝鲜战争，1964-1973年的越南战争以及1991年的第一次波斯湾战争期间。同时，SAC的侦察机监测了共产主义世界周边地区以及各个不断变化的热点地区的发展情况。
1992年6月1日，SAC和JSTPS被一个新的统一指挥部USSTRATCOM所取代。除了与冷战结束这一全球背景发生的巨大变化相关外，由于1986年“Goldwater-Nichols法案”导致的国防部结构变化使得国家领导人赞成由单一指挥部门负责所有战略核力量。新指挥部的主要任务是阻止对美国及其盟国的军事攻击，特别是核攻击，如果威慑失败，就要使用核力量。
随着美国战略司令部成立近十周年，国防部长拉姆斯菲尔德恢复了曾多次考虑过的将美国太空司令部和美国战略司令部合并的想法。美国军方从20世纪50年代后期开始在太空活动，许多早期的系统都是为了满足SAC对监视，警告，气象和通信的需求而开发的。到1985年9月，太空活动发展使得五角大楼决定创建一个新的统一指挥部，美国太空司令部，来管理这些活动。太空系统让盟军在沙漠风暴行动中获得决定性的优势，而后来在巴尔干，西南亚，阿富汗和伊拉克的行动在很大程度上依赖于太空指挥和控制，通信，监视和情报，导航和天气系统。拉姆斯菲尔德秘书长合并了这两个司令部，于2002年创建了目前的“美国战略司令部”。
另外两个任务在新世纪越来越重要：导弹防御和网络空间的行动。导弹防御工作始于20世纪40年代末。到二十世纪七十年代中期，美国已经开始部署“safeguard”系统，在其运行不久之后，就只有国会才能取消这个系统。罗纳德·里根总统在1983年在他的战略防御计划上重新作出努力，旨在捍卫美国免受苏联的大规模袭击。冷战结束导致了方案的重新定位，新的重点是战术防御和防止小型袭击。到2004年9月，美国部署了一个有限的，分层次的系统，向北美提供了一些保护，并且开放了关于将系统扩展到盟国的讨论。
美国军方对计算机网络的依赖在1980-1990年代呈指数级增长。国家领导人在1998年采取行动以保护国防网络，成立了计算机网络防御联合特遣部队，并将其分配给USSPACECOM。 2001年4月，工作组的任务扩大到包括计算机网络攻击，更名为计算机网络作战联合特遣部队。 2002年10月，特遣部队成为USSTRATCOM的一部分，它于2004年更名为全球网络作战联合特遣部队（JTF-GNO）。网络攻击任务于2003年转交给一个新组织，它就是在2005年1月发展成立的网络战联合功能构成司令部（JFCC-NW）。
新的网络攻击导致了組織重组。2008年，一个允许敌方下载关键国防信息的恶意代码，开始在国防部的机密和非机密的网络中传播。JTF-GNO协调各方努力阻止病毒传播，最终在横跨99个国家的3,500个国防部组织中保护了超过250万台计算机。国防部长罗伯特·盖茨（Robert Gates）赞同在美国战略司令部（USSTRATCOM）下设一个新的指挥部的想法，以重组计算机网络进攻和防御行动。 2010年5月21日成立后，美国网络司令部于2010年10月31日全面投入运行，由此建立了JTF-GNO和JFCC-NW。
今天，美国战略指挥部支持全球的行动，与其他战斗部队的指挥官分享其全面而广泛的能力，同时保持国家核威慑的准备。

## 组织架构
J0－司令部办公室及参谋支援机构
建立司令部的目标、任务、构想和领导层，帮助包括首席副司令和一组专业顾问在内的直属工作人员。
J1（人力与人事）－发展和管理美国战略司令部人力与人事政策，制定人力资源和人事分配计划；
J2（情报）－告知指挥官可能与现有作战行动、国家安全政策、国家安全目标和战略相关的外国态势和情报信息。这包括提供征候和预警、危机情报支援、联合司令部情报需求支援、发展行动准则、发展联合体系、协调支援需求和提供目标定位支援；
J3（全球作战）－协调国防部战略资产的计划、使用和行动，将所有现有作战、全球指挥控制和情报行动联结起来；
J4（后勤）－支援司令部任务，计划和协调机动、维护、工程、战备、维持以及弹药管理等工作，履行后勤功能；
J6（C4系统）协调、促进、监控和评估系统、网络和通信需求；
J7（联合演习和训练）－管理美国战略司令部司令的联合训练计划和演习计划，确保部队的战备水平，完成好司令部的各项任务；
J5（计划和政策）—当国家安全政策需要战略司令部来执行时，负责国家安全政策的发展和执行。为最近的《联合司令部计划（Unified Command Plan）》中提到的太空军事行动、全球打击、信息作战、全球导弹防御、以及指挥控制、通信、计算机、情报、监视与侦察发展未来概念、制定政策文件。整合和同步美国战略司令部所有任务领域的深思熟虑的计划工作。准备和维持这个国家的战略核战争计划，为支援战区和国家目标投送快速、远程、精确的动能（包括核和传统）和非动能（航天和信息作战单元）力量，制定全球一体化打击计划。做好日常工作应对危机，制定严密计划，有效执行，并根据需要调整相关计划。
J8（能力和资源整合）－整合、协调力量和资源，确定发展的优先顺序，就美国战略司令部未来的任务概念、能力需求、武器系统发展、最新技术支持、指挥控制体系分析提出建议。研究战略司令部的具体需求，并负责阐述，确保美国战略司令部拥有履行其职责的手段，确保有合适的决策支援工具和评估程序。其下级部门包括审计支援、概念和试验以及力量评估等部门。
美国战略司令部为了更好地履行职责使命，可以对多种特遣部队和军种部门实施指挥。在日常行动中，军种部门指挥官主要负责美国战略司令部之下各军种部队的战备，让这些部队完成好各项任务。他们的主要职能是提供成建制的、经过训练、装备好的部队，根据国家利益的需要支援美国战略司令部的全球任务。

## 内部编制
2009年美国战略司令部内的次级联合司令部
JFCC-GSI：全球打击联合机能司令部，司令为空军少将，由第8航空队队长兼任。
JFCC-IMD：一体化导弹防御联合机能司令部，司令为陆军中将，由陆军太空与导弹防御司令部（陆军战略司令部）司令兼任。
JFCC-SPACE：太空联合机能司令部，司令为空军中将，由第14航空队队长兼任。
JFCC-ISR：情报监视侦察联合机能司令部，司令为中将（没有军种限制），由国防情报局局长兼任。
USCYBERCOM：美国网络司令部，司令为上将（没有军种限制），由国家安全局长兼任。它取代了JFCC-NW。
JFCC-NW：网络战联合机能司令部，司令为中将（没有军种限制），由国家安全局局长兼任。它被USCYBERCOM所取代。
2009年美国战略司令部内的其他联合军种单位
JTF-GNO：全球网络行动联合特遣部队，司令为中将（没有军种限制），由国防信息系统局局长兼任。它并入USCYBERCOM。
JIOWC：联合信息战中心，主任为文职。
SSC-WMD：反大规模杀伤性武器中心，主任为文职，由国防威胁减除局局长担任。
2009年美国战略司令部内的核威慑部队单位
TF-134：第134特遣部队（太平洋战略核潜艇），司令为海军中将，由太平洋舰队潜艇部队司令兼任。
TF-144：第144特遣部队（大西洋战略核潜艇），司令为海军中将，由舰队司令部潜艇部队司令兼任。
TF-124：第124特遣部队（核作战空中指挥），司令为海军上校，由第1战略通信联队队长兼任。
TF-204：第204特遣部队（战略轰炸机），司令为空军少将，由第8航空队队长兼任。
TF-214：第214特遣部队（洲际导弹），司令为空军少将，由第20航空队队长兼任。
TF-294：第294特遣部队（为战略轰炸机提供空中加油），司令为空军少将，由第18航空队队长兼任。
2009年美国战略司令部内的对口军种司令部
SMDC/ARSTRAT：陆军太空与导弹防御司令部/陆军战略司令部。
FLTFORCOM：舰队司令部。
AFSTRAT-Strike（8 AF）：全球打击战略航空队（第8航空队），由空军全球打击司令部提供。
AFSTRAT-SPACE（14 AF）：太空战略航空队（第14航空队），由空军航天司令部提供。
MARFORSTRAT：海军陆战队战略司令部，由海军陆战队部队司令部提供。

## 构想及使命
美国战略司令部的构想是在战略威胁、航天和全球网络作战方面担负领导责任，表现卓越。美国战略司令部的使命是：阻止对美国重要利益的袭击；确保美国在太空和网空的行动自由；投送一体化的动能和非动能效果（包括核和信息作战在内），支援美国联合部队司令的行动；同步全球导弹防御计划和行动；同步地区性对抗大规模杀伤性武器的计划；向国防部长提供一体化的监视和侦察任务分配建议；就配属的能力提出建议。美国战略司令部当前的优先事项分为三个方面，它们分别是：
第一、确保部队的良好状态：
通过持续教育和个人发展，创造一个有利于军事和文职人员职业发展的外部环境；
制定政策和程序，确保美国战略司令部及其下属部队战备效率最大化和持续任务时间最长化。
通过指挥，把个人能力素质与任务/角色/职责结合起来，提高效率。为我们的军事和文职人员提供高品质的生活。
第二、根据威慑和太空、网空作战需求来运作司令部
制定和执行好太空、网空、全球打击和威慑以及对抗大规模杀伤性武器的计划；
提高美国战略司令部发展和投送综合效果的能力；
发展和执行网络领域一体化作战、防御和攻击的作战概念；
加强国际交流以支援美国战略司令部的任务；
以美国战略司令部三条作战线为重点加强训练。
第三、确保战备水平以执行美国战略司令部的核任务
加强对所有层次日常核行动的重视；
直接向核特遣部队提供明确指导；
在美国战略司令部总部和职责部队之间分配好核职责；
加强训练，最大程度地确保战备水平，并通过年度联合训练计划来实施演习检验部队的战备水平。
第四、根据任务来分配资源
A.美国战略司令部参谋部要最大限度地提高支援美国战略司令部司令和美国战略司令部部队的效率；
B．指挥职能部队担负相应职责；
C．应用资源最大限度地完成任务；
D．重视和加强与支援美国战略司令部任务相关的国际交往活动；
E．为发展未来作战能力需要的资源提出建议。

## 历任司令
| 任期   | 肖像 | 姓名 (中文/英文)                                                      | 任职时间                        | 任职时间       |
| 任期   | 肖像 | 姓名 (中文/英文)                                                      | 开始日期                        | 結束日期       |
| ------ | ---- | --------------------------------------------------------------------- | ------------------------------- | -------------- |
| 第1任  |      | 乔治·L.巴特勒空军上将 General George L. Butler, USAF (1939-)          | 1992年6月                       | 1994年2月14日  |
| 第2任  |      | 小亨利·G·奇利斯海军上将 Admiral Henry G. Chiles, Jr., USN (1938-)     | 1994年2月14日                   | 1996年2月21日  |
| 第3任  |      | 尤金·E·哈贝格空军上将 General Eugene E. Habiger, USAF (1939-)         | 1996年2月21日                   | 1998年8月1日   |
| 第4任  |      | 理查德·W·密斯海军上将 Admiral Richard W. Mies, USN (1944-)            | 1998年8月1日                    | 2002年         |
| 第5任  |      | 詹姆斯·O·埃利斯海军上将 Admiral James O. Ellis, USN (1947-)           | 2002年                          | 2004年7月9日   |
| 第6任  |      | 詹姆斯·E.卡特赖特陆战队上将 General James E. Cartwright, USMC (1949-) | 2004年7月9日(代理) 2004年9月1日 | 2007年8月10日  |
| 代理   |      | 罗伯特·凱勒空军中将 Lt. Gen C. Robert Kehler, USAF (1952-)            | 2007年8月10日                   | 2007年10月3日  |
| 第7任  |      | 凯文·齊尔顿空军上将 General Kevin P. Chilton, USAF (1954-)            | 2007年10月3日                   | 2011年1月28日  |
| 第8任  |      | 罗伯特·凱勒空军上将 General C. Robert Kehler, USAF (1952-)            | 2011年1月28日                   | 2013年11月15日 |
| 第9任  |      | 塞西尔·汉尼海军上将 Admiral Cecil D. Haney, USN (1955-)               | 2013年11月15日                  | 2016年11月3日  |
| 第10任 |      | 约翰·海腾空军上将 General John E. Hyten, USAF (1959-)                 | 2016年11月3日                   | 2019年11月18日 |
| 第11任 |      | 查尔斯·A·理查德海軍上將 Admiral Charles A. Richard, USN (1959-)       | 2019年11月18日                  | 2022年12日9日  |
| 第12任 |      | 安东尼·J·科顿空军上将 General Anthony J. Cotton                       | 2022年12月9日                   | 现任           |

### 引用
1. ↑  Air Force Magazine （页面存档备份，存于）, Journal of the Air Force Assoc.,Space Almanac 2008, August 2008
2. ↑  Stratcom Homepage 的存檔，存档日期2009-06-08.
3. ↑  . www.stratcom.mil.   [2017-10-24]. （原始内容存档于2021-04-29） （美国英语）.
4. ↑  Peter K. Patacsil.  (PDF) (PhD论文). Fairfax, VA: George Mason University: 96–97. 2021  [2023-07-19]. （原始内容存档 (PDF)于2023-01-02）.
5. 1 2  . www.stratcom.mil.   [2017-10-24]. （原始内容存档于2021-04-28） （美国英语）.
6. ↑  . www.stratcom.mil.   [2017-10-24]. （原始内容存档于2017-04-20） （美国英语）.

## 外部連結
- FAS: United States Space Command (USSPACECOM) （页面存档备份，存于）
- GAO Report: Additional Actions Needed by U.S. Strategic Command to Strengthen Implementation of Its Many Missions and New Organization （页面存档备份，存于）